# Lista de episódios de FlashForward
FlashForward é uma série televisiva norte-americana e baseado no romance de 1999 "Flashforward" de ficção científica escrito por Robert J. Sawyer e transmitida originalmente no canal ABC.

"No dia 6 de Outubro, o planeta desmaiou por 2 minutos e 17 segundos. O mundo todo viu o futuro."
Temporadas e DVD's
|  | 1 | "Todos Terão Um Flash do Próprio Futuro." | 22 | 24 de setembro de 2009 | 27 de maio de 2010 | (POR ANUNCIAR) | (POR ANUNCIAR) |

## Primeira Temporada: 2009-2010
A primeira e única temporada estreou em 24 de setembro de 2009.

### Sinopse
Um misterioso evento faz com que todos os habitantes do planeta desmaiem simultaneamente por 2 minutos e 17 segundos e tenham visões (os chamados "flashforwards") de suas vidas de seis meses no futuro. Um agente do FBI que mora em Los Angeles, Mark Benford, começa a investigar o que exatamente aconteceu e porquê aconteceu criando o Mosaico, um banco de dados que reúne e conecta as visões das pessoas ao redor do mundo, para que assim consiga resolver esse mistério.

### Episódios
| Episódio  | Título                                                                    | Diretor                          | Escrito por:                                                                           | Transmissão nos EUA    | Transmissão no Brasil   | Resumo |
| --------- | ------------------------------------------------------------------------- | -------------------------------- | -------------------------------------------------------------------------------------- | ---------------------- | ----------------------- | --- |
| 1x01 (01) | "No More Good Days" Sem mais bons dias.                                   | David S. Goyer                   | David S. Goyer e Brannon Braga                                                         | 24 de setembro de 2009 | 23 de fevereiro de 2010 | Aparentemente era mais um dia normal em Los Angeles, quando de repente, às 11 horas da manhã, todos no planeta desmaiam por 2 minutos e 17 segundos. Depois que o blackout (como foi denominado o apagão) termina, logo se descobre que 'o apagão' foi um evento global e que os desmaios foram acompanhados por um flashforward, onde cada pessoa viu como poderia ser a sua vida em 29 de Abril de 2010, cerca de seis meses no futuro. O agente do FBI Mark Benford e uma equipe de agentes, em Los Angeles começam a recolher pistas sobre o que poderia ter acontecido em sua luta para chegar a um acordo com as suas próprias visões, ou no caso Demetri Noh, a falta de uma. Aaron se vê encontrando com a filha que morreu na guerra. A esposa de Mark (Dra. Olivia) e sua filha tem visões perturbadoras sobre o futuro que terão de enfrentar. E antes do episódio terminar, a agente do FBI Janis Hawk faz uma descoberta surpreendente: ela encontra uma gravação de uma câmera de um estádio em Detroit e claramente se vê um homem de preto, andando na arquibancada do estádio, enquanto todos em torno dele estão inconscientes. |
| 1x02 (02) | "White to Play" As brancas começam.                                       | David S. Goyer                   | David S. Goyer e Marc Guggenheim (Teleplay); Brannon Braga & David S. Goyer (História) | 1 de outubro de 2009   | 2 de março de 2010      | Olivia, enquanto trabalhava no hospital, acabou se encontrando com o homem de sua visão (que se chama Lloyd Simcoe), que tinha vindo agradecer por ela ter salvo a vida do filho dele. Olivia fica chocada, mas percebe que Lloyd não a reconheceu do flashforward. Já no trabalho de Mark, é cada vez maior o número de agentes que pedem demissão devido às visões que tiveram. Ele e o parceiro Demetri, que não teve nenhum flashforward, estão decididos a resolver esse mistério. Seguindo uma pista da visão de Mark, os dois partem para Utah para seguir um suspeito que pode ter ligação com o blackout mundial. Enquanto isso, a filha de Mark e Olivia, Charlie, tem muitas dificuldades para lidar com sua misteriosa visão. |
| 1x03 (03) | "137 Sekunden" 137 Sekunden.                                              | Michael Rymer                    | David S. Goyer e Marc Guggenheim                                                       | 8 de outubro de 2009   | 9 de março de 2010      | O escritório do FBI está cheio de informações internacionais de agências, que tentam explicar o porquê do apagão. Quando Mark lê um dossiê vindo da Alemanha, se depara com o arquivo do nazista Rudolf Geyer. O agente reconhece Geyer como sendo o homem que aparece em uma fotografia na sua visão e resolve viajar para se encontrar com ele. Lá, depois de muitos sacrifícios, Geyer revela sua visão e sobre o fato de ter vistos corvos mortos logo após o blackout. Uma mulher, que não se identifica, liga para Demetri para dar pistas sobre o futuro dele, no qual ele acaba descobrindo que será assassinado em 15 de Março de 2010, levando o agente ao desespero. Enquanto isso, Aaron, convencido de que as visões são reais, implora para Mark ajudá-lo a ter autorização para exumar o corpo de sua filha. Ele quer refazer o exame de DNA para confirmar a identidade dos restos mortais, pois, em sua visão, ele vê sua filha viva. |
| 1x04 (04) | "Black Swan" Cisne negro.                                                 | Michael Rymer                    | Lisa Zwerling e Scott Gimple                                                           | 15 de outubro de 2009  | 16 de março de 2010     | Demetri, cada vez mais desesperado por causa de seu futuro, convence Stan a ir para uma investigação diferente da que Mark quer. E após um interrogatório, elas partem para Indio. Durante essa investigação, Demetri e Mark acabam discutindo sobre o blackout e os flashforwards. Demetri acusa o amigo de ficar esperando que o futuro que viu se torne realidade, revelando, assim, que ele, Demetri, será morto no dia 15 de março de 2010. Mark sente que seu parceiro está deixando o medo da visão tomar conta de sua vida. Enquanto isso, Olivia, com raiva e descrente de que as visões são reais, luta para aceitar a sugestão de Bryce de que o flashforward de seu paciente, Ned, pode ser a chave para o diagnóstico e tratamento da doença dele. Nicole volta a trabalhar como babá da filha de Mark e fala sobre a sua chocante visão do futuro, em que ela é afogada e morta. |
| 1x05 (05) | "Gimme Some Truth" Diga alguma verdade.                                   | Bobby Roth                       | Dawn Prestwich & Nicole Yorkin (Roteiro); Barbara Nance (História)                     | 22 de outubro de 2009  | 23 de março de 2010     | O Senado dos EUA está fechado para decidir qual investigação sobre o blackout, das muitas agências nacionais será levada a sério. Wedeck, Mark, Demetri vão para Washington D.C. e são interrogados sobre suas visões. Mark, quando lhe perguntam o que ele próprio viu, ele prefere ficar na defensiva, pois sabe que sua visão foi afetada pelo fato de estar bebendo na visão. Janis descobre que em 1991, foi construido um prédio no meio do nada no Sul da Somália; e também ela pensa se seu flashforward afetará seu relacionamento. Olívia recebe um SMS de um número bloqueado dizendo que "Mark estava bêbado em sua visão". Na saída de um bar na capital, os agentes de Los Angeles são atacados por chineses, e o mesmo acontece com Janis em Los Angeles, que leva um tiro na barriga. |
| 1x06 (06) | "Scary Monsters and Super Creeps" Monstros assustadores e super arrepios. | Bobby Roth                       | Seth Hoffman e Quinton Peeples                                                         | 29 de outubro de 2009  | 30 de março de 2010     | Demetri e Al Gough descobrem uma pista no corpo de um dos atiradores que atentaram contra Janis, e Demetri diz que a 'mão azul' estava no quadro de pistas da visão de Mark. Dylan foge do hospital e vai para a casa dos Benford, e só acaba dizendo que aquela casa também é dele, pois Charlie lhe diz isso na sua visão. Demetri e Gough começam a seguir mãos azuis pela cidade e descobrem uma casa com três corpos, dos quais um tem relação com a visão de Gough. Lloyd, já avisado sobre onde está seu filho, chega à casa dos Benford quando um encontro entre ele, Mark e Olivia ocorre. Finalmente, Lloyd descobre que Olivia é a mulher da sua visão. Depois o casal discute e Olivia confronta Mark sobre a sua visão, determinada a descobrir se ele estava bebendo no flashforward ou não. |
| 1x07 (07) | "The Gift" O presente.                                                    | Nick Gomez                       | Lisa Zwerling & Ian Goldberg                                                           | 5 de novembro de 2009  | 6 de abril de 2010      | O grupo "Mão Azul" é investigado e descobrem que eles são formados por pessoas que não tiveram visões. Ao chegar ao trabalho, Aaron encontra Mike, um ex-combatente de guerra que lutou ao lado de Tracy, e ele entrega o canivete de Tracy e diz que é impossível ela estar viva. Mark, Demetri e Gough vão a um encontro do "Mão Azul" e prendem um ativista que acredita não poder mudar o futuro. Olívia aceita Nicole como voluntária no hospital e ela ajuda Bryce a descobrir algo de sua visão, começando um laço de amizade. Demetri decide contar para Zoey que não teve visão alguma de seu futuro, o que significa que ele, provavelmente, estará morto até a data que os flashforwards se passam. Ao ter certeza do que de fato ocorreu em sua visão, Gough comete suicídio para que, assim, não seja responsável pela morte de uma mulher. |
| 1x08 (08) | "Playing Cards With Coyote" Jogando cartas com o Coyote.                  | Nick Gomez                       | Marc Guggenheim & Barbara Nance                                                        | 12 de novembro de 2009 | 13 de abril de 2010     | A morte do agente Al Gough faz o mundo ter novas esperanças no futuro. Por isso, Mark e Olivia saem de férias, mas o a viagem romântica logo interrompida por Demetri, que descobre novas pistas sobre o homem tatuado da visão de Mark. Janis está de volta após uma breve recuperação, mas ela está indecisa sobre o que fazer com o que viu. Depois, ela e Wedeck descobrem que o Suspeito Zero usava um anel. Tracy finalmente conta para Aaron a verdade sobre o acidente fatal dela. Enquanto isso, Simon e Lloyd se desentendem, pois Lloyd acredita que ele e Simon causaram o blackout mundial, mas Simon não acredita nisso e decidem resolver a questão em uma partida de pôquer. No final, é mostrado vários homens com a tatuagem de 3 estrelas e uma maleta onde se encontram vários anéis iguais ao do Suspeito Zero. |
| 1x09 (09) | "Believe" Acreditar.                                                      | Michael Nankin                   | Nicole Yorkin & Dawn Prestwich                                                         | 19 de novembro de 2009 | 20 de abril de 2010     | Depois de uma série de flashbacks mostrando o diagnóstico de câncer de Bryce e seus pensamentos de suicídio, Bryce decide ir atrás da mulher que aparece em seu flashforward, a japonesa Keiko, enquanto a vida dela é detalhada nos dias antes e depois do blackout. Depois de descobrir pistas de onde ela pode estar, o médico embarca para Tóquio. Enquanto isso, Mark tenta rastrear a pessoa que enviou uma mensagem de texto para Olivia contando que ele estava bêbado em sua visão. O agente, que tinha essa parte do flashforward a apenas dois amigos, começa a desconfiar deles (Aaron e Stan) a acaba perdendo temporariamente a confiança dos mesmos. Ainda em Los Angeles, Aaron descobre que Tracy é alcoólatra e acaba se preocupando com ela. Além disso, Demetri e outros agentes encontram novas pistas sobre a mulher misteriosa que lhe avisou sobre seu possível assassinato que ocorreria em 15 de março de 2010. |
| 1x10 (10) | "A561984" A561984                                                         | Michael Nankin                   | David S. Goyer & Scott M. Gimple                                                       | 3 de dezembro de 2009  | 27 de abril de 2010     | Mark e Demetri vão a Hong Kong para localizar a mulher que fez a chamada anônima para Demetri, o que deixa Wedeck louco. Durante uma coletiva de imprensa do 'Projeto Nacional de Acelerador Linear', Lloyd e Simon dizem ao mundo que são os responsáveis pelo 'apagão' e Simon declara guerra ao companheiro. Zoey tenta fazer a sogra ir ao seu casamento com Demetri. Wedeck, depois de muita conversa aceita Simon na Mosaico; Janis mostra a ele a foto no Sul da Somália e ele diz que não existe tecnologia capaz de construir a torre, e que ele teve a ideia em 1992, mas Janis conta que a foto é de 1991 e mostra o retrato-falado de D. Gibbons, Simon o reconhece e diz a Wedeck e Janis que vai ajudar a localizá-lo. Bryce reluta em procurar Keiko. Wedeck manda Janis ficar de olho em Dylan, pois Lloyd aparecerá no hospital. Janis e Bryce se aproximam durante a campana dela no hospital. Lloyd quer transferir Dylan para um hospital mais seguro, mais o diretor do hospital onde ele está é muito seco, então Olívia se oferece para ajudar, o que acaba aproximando os dois. Zoey tem um insight e se toca de que não era o casamento que ela vira e sim o funeral de Demetri. Mark e Demetri tem problemas quando finalmente encontram Nhadra Udaya, pois ela revela que Demetri será assassinado por Mark e diz o código de série da arma de Mark A561984, e ele confirma, eles sequestram Nhadra por cinco minutos e são presos pela CIA; por causa desse incidente Wedeck afasta Mark do FBI. Nicole dá um Manekineko para Bryce e diz que a patinha direita levantada é: sorte no amor. Nhadra e D. Gibbons conversam no escritório dela onde tem um quadro parecido com o do mosaico de Mark, enquanto D. Gibbons joga xadrez. Janis pede ajuda de Bryce para engravidar e diz que o único impencílio é que ela é gay. Durante a transferência de Dylan, Lloyd e Olívie se abraçam, o cientista é sequestrado e a médica baleada. |
| 1x11 (11) | "Revelation Zero (Part I)" Apocalipse Zero (Iª Parte)                     | John Polson                      | Seth Hoffman & Marc Guggenheim                                                         | 18 de março de 2010    | 11 de maio de 2010      | Mark é suspenso do FBI por causa de seu surto em Hong Kong. Olívia presta depoimento no FBI pelo sequestro de Lloyd; Mark encontra Simon numa mesa do FBI e no computador vê o vídeo de segurança do hospital onde Lloyd e Olívia estão abraçados. A mãe de Nicole queima a Bíblia. No meio do caos um ex-limpador de janelas, Timothy, funda uma religião o Santuário. Demetri é obrigado a trabalhar com Marshall, o agente da CIA que estava em Hong Kong, e eles encontram os corpos dos verdadeiros paramédicos da ambulância onde Lloyd foi levado. O diretor do hospital não quer mais Dylan por lá, porém Olívia consegue que ele fique. Simon e Janis são atacados pelos mascarados da visão de Mark e Simon é sequestrado. Lloyd e Simon são interrogados por um homem chamado Flosso, que se intitula o vilão. A terapeuta de Mark dá uma droga a ele para que se recorde de sua visão por completo, sem o efeito do álcool. Lloyd joga um bilhete pela janela pedindo ajuda, mas Flosso o pega de volta; interrogando Lloyd, Flosso ameaça Simon querendo saber a quantidade de elétron-volts que ele gerou; e que eles não foram os causadores do apagão, apenas aumentaram a energia. Mark conversa com Wedeck sobre sua visão e descobrimos que homem com quem Lloyd falava no telefone na visão era Mark, que disse "haverá outro apagão"; Wedeck manda Mark investigar secretamente com as novas informações. Nicole vai ao Santuário para tentar compreender sua visão, depois de ver o homem que supostamente a matará andando no hospital. Flosso corta o dedo de Simon. |
| 1x12 (12) | "Revelation Zero (Part II)" Apocalipse Zero (IIª Parte)                   | John Polson & Constantine Makris | Quinton Peeples                                                                        | 18 de março de 2010    | 11 de maio de 2010      | Nicole e Bryce se encontram com Timothy. O FBI tem pistas sobre o cativeiro, mas são levados a uma bomba. Lloyd diz a Flosso que gerou mais de um quadrilhão de elétron-volts, muito mais do que o CERN. Mark lê um folheto de uma lanchonete e lembra do quadro onde um igual está escrito HELP US, e chega até um antigo prédio onde estoura a porta e salva Lloyd e Simon. Mark interroga Lloyd sobre suas visões. Simon foge de Janis e vai a Toronto, quando chega ela já está lá e põe um rastreador nele; Simon diz que foi para lá para procurar a irmã, Annabelle. E consegue fugir de novo para conversar com seu professor, a única pessoa que ele considera mais inteligente do que ele mesmo. Numa lembrança, descobrimos que Simon estava no funeral do pai, mais D. Gibbons o levou para um estádio de basebol onde descobrimos que Simon é o SUSPEITO ZERO; e enquanto todos estavam desmaiados, Flosso disse que mandou matar seu pai, logo Simon estrangula o capanga que o fez e conta isso como se fosse a sua visão. Depois de pegá-lo de novo Janis e Simon estão cozinhando com a mãe dele e o Tio Tommy chega, ele não é ninguém menos do que Flosso. Quando a família de Simon recebe uma ligação de Annabelle, tio Tommy lhe mostra no blackberry ela lendo um papel com uma arma na cabeça, e que ela vai morrer se ele não cooperar; na garagem Flosso lhe mostra o cadáver do professor de Simon, o cientista não aguenta e provoca um ataque cardíaco com as próprias mãos no tio terrorista. |
| 1x13 (13) | "Blowback" Golpe de volta.                                                | Constantine Makris               | Lisa Zwerling & Barbara Nance                                                          | 25 de março de 2010    | 18 de maio de 2010      | Aaron esteve preso há doze anos por causa de uma briga de bar quando estava bêbado e Tracy o ajudou a superar, agora ele tenta ajudá-la. Zoey quer mudar o destino de Demetri e ameaça Wedeck para ter acesso aos arquivos da Mosaico. Mark leva Lloyd para casa e pede para ele descrever a sua visão, e Lloyd diz que o nome verdadeiro de D. Gibbons é Dyson Frost. Aaron conta a um amigo que Tracy está viva. Demetri discute com Zoey por ela ter acusado Mark e acuado Wedeck. Janis toma vitaminas para pré-natal e começa o tratamento em uma clínica de fertilidade. Quando Jericho leva Tracy, Aaron descobre que o amigo dele trabalha para o grupo e invade a casa do general do grupo no dia do aniversário da filha dele e o cara manda matar Aaron, ele deixa o corpo do 'amigo' pendurado na cozinha e foge deixando um recado para Mark. Mark conta sobre sua conversa com Lloyd para Wedeck e diz que Dyson Frost (D. Gibbons) roubou uma teoria de Lloyd onde diz que as consciências de elefantes, humanos e corvos estão meio conectadas; e Wedeck lembra da Somália onde houve em 1991 uma morte de corvos em massa. Depois Marshall conversa com Mark e diz que ele não irá porque a perda dele seria o fim da Mosaico. Zoey se torna advogada da terrorista Alda Herzog, porque ela sabe algo sobre a possível morte de seu noivo. Demetri decide pegar a arma de serviço de Mark e destruí-la, ele e Zoey vão até o arquivo, mais só que quando chega lá, o homem do arquivo mostra que na caixa está só o distintivo, a arma sumiu. |
| 1x14 (14) | "Better Angels" Melhores anjos.                                           | Constantine Makris               | Scott M. Gimple & Ian Goldberg                                                         | 1 de abril de 2010     | 25 de maio de 2010      | Olívia quer saber o que Charlie viu em sua visão. |
| 1x15 (15) | "Queen Sacrifice" Sacrificando a Rainha.                                  | Bobby Roth                       | Byron Balasco & Timothy J. Lea                                                         | 8 de abril de 2010     | 1 de junho de 2010      | Keiko procura por Bryce em LA e consegue um trabalho nada agradável. |
| 1x16 (16) | "Let No Man Put Asunder" Que nenhum homem separe.                         | Bobby Roth                       | Seth Hoffman & Quinton Peeples                                                         | 15 de abril de 2010    | 8 de junho de 2010      | Wedeck ajuda Aaron a se infiltrar no Jericho. |
| 1x17 (17) | "The Garden of Forking Paths" O jardim das escolhas divergentes.          | Nick Gomez                       | David S. Goyer & Lisa Zwerling                                                         | 22 de abril de 2010    | 15 de junho de 2010     | Olívia descobre quem está mandando os SMS para ela, que dizem que Mark estava bêbado na visão. |
| 1x18 (18) | "Goodbye Yellow Brick Road" Adeus Estrada dos Tijolos Amarelos.           | Nick Gomez                       | Nicole Yorkin & Dawn Prestwich                                                         | 29 de abril de 2010    | 22 de junho de 2010     | Aaron se põe em perigo procurando por Tracy no Afeganistão. |
| 1x19 (19) | "Course Correction" Mudança de curso.                                     | Leslie Libman                    | Robert J. Sawyer                                                                       | 6 de maio de 2010      | 29 de junho de 2010     | O FBI descobre quem é o Suspeito Zero. |
| 1x20 (20) | "The Negotiation" A negociação.                                           | Leslie Libman                    | Teleplay: Byron Balasco & Quinton Peeples História: Debbie Ezer                        | 13 de maio de 2010     | 6 de julho de 2010      | É 28 de Abril e o mundo está tenso pelo dia seguinte. |
| 1x21 (21) | "Countdown" Contagem regressiva.                                          | John Polson                      | Lisa Zwerling & Seth Hoffman                                                           | 20 de maio de 2010     | 13 de julho de 2010     | Demetri vive um impasse. |
| 1x22 (22) | "Future Shock" Futuro chocante.                                           | John Polson                      | Timothy J. Lea & Scott M. Gimple                                                       | 27 de maio de 2010     | 20 de julho de 2010     | Chega o dia e todos querem saber se suas visões serão reais. |